# Il trionfo
Il trionfo es una encíclica del Papa Pío VII publicada el 4 de mayo de 1814. En ella expresa que «el triunfo de la misericordia divina estaba cumplido» con motivo de su satisfacción por haber regresado a Roma después de haber recobrado los Estados Pontificios post derrota de Napoleón en Leipzig acahecida en octubre de 1813.
Cabe indicar que en 1809 se había iniciado el cautiverio de Pío VII por parte de los franceses, mientras que en 1812 había sido exiliado en Fontainebleau (Francia) por imposición de Napoleón; todo lo anterior, bajo el contexto de la anexión de los Estados Pontificios al Imperio Francés vía decreto firmado el 17 de mayo de 1809 en el Palacio de Schönbrunn de Viena, y publicada por Miollis el 10 de junio del mismo año.